# Первые двадцатипятицентовые монеты США
Первые 25-центовые монеты США — монеты США номиналом в 25 центов, которые чеканились в 1796 году и промежуток с 1804 по 1807 год. На аверсе монеты изображён бюст женщины, символизирующей Свободу, а на реверсе белоголовый орлан — геральдический символ США.

## История
Дизайн монеты аналогичен соответствующим 50-центовым и 1-долларовым монетам.
На аверсе монеты находится изображение Свободы. В качестве модели для изображения был взят портрет Анны Виллинг Бинхем, считавшейся одной из самых красивых женщин США, кисти знаменитого художника Гилберта Стюарта.
На реверсе монеты находится белоголовый орлан — геральдический символ США.
Имеет несколько разновидностей. Так, на аверсе монет 1796 года находилось 15 звёзд (по числу штатов на начало 1796 года), а на монетах 1804–1807 годов — 13 (по количеству первых 13 штатов).
За всё время выпуска всего было отчеканено около 555 тысяч монет данного типа.
На момент чеканки этих монет наряду с ними на территории США в свободном обращении находились испанские монеты. 25 центам соответствовала монета в 2 реала. В связи с тем, что 25-центовая монета имела несколько большее содержание серебра, чем испанские 2 реала, то согласно закону Грешема, была быстро выведена из обращения.

## Тираж
Все монеты данного типа чеканились на монетном дворе Филадельфии.
| Год  | Тираж   |
| ---- | ------- |
| 1796 | 6 146   |
| 1804 | 6 738   |
| 1805 | 121 394 |
| 1806 | 206 124 |
| 1807 | 220 643 |